# Азарова, Людмила Павловна
Людмила Павловна Аза́рова (24 октября 1919 — 8 марта 2010) — советский, российский скульптор-керамист. Народный художник СССР (1991). Лауреат Государственной премии РСФСР им. И. Е. Репина (1978).

## Биография
Родилась 24 октября 1919 года в Боровске (ныне Калужской области) в семье землемера.
В 1933 году окончила школу-семилетку и поступила в Калужское медицинское училище. После окончания училища в 1936 году была направлена на работу в Коми АССР. В июле 1941 года добровольцем ушла на фронт, где служила фельдшером. В начале 1942 года по беременности уволена из армии. В 1943 году восстановлена в армии, служила медсестрой в Сухумском госпитале до конца войны. В 1945 году награждена медалью «За победу над Германией». После окончания войны вернулась в Калугу.
В 1949 году поступила в Московский художественный институт имени В. И. Сурикова, откуда перевелась на скульптурное отделение Московского института прикладного и декоративного искусства (МИПИДИ). В 1953 году перешла в Московское высшее художественно-промышленное училище имени С.Г.Строганова в связи с расформированием МИПИДИ.
С октября 1954 года, после  окончания отделения скульптуры Московского высшего художественно-промышленного училища им. С.Г.Строганова, начала работать художницей-скульптором на Турыгинском заводе художественной керамики кооперативной гжельской артели «Художественная керамика».
Первыми её работами были скульптуры «Царевна-лягушка», «Иван-царевич», «Телятница», «Девочка с курами» и другие. Основными мотивами их были иллюстративность и повествовательность.
Затем создала серию сосудов-скульптур: сосуд-баран, сосуд-козлик, сосуд-верблюд и другие. Наибольшее внимание привлекли сосуды в виде женских фигур, унаследовавшие особенности русской глиняной игрушки.
Далее были кувшин «Гжельский», кружка-шутиха, квасник-сувенир «Петух». Художница смело и свежо использовала традиции народного искусства.
Эталонами эстетического наслаждения, получаемого от детального рассматривания, стали её фигурки «Близнецы», «Читает книгу», «Ставит самовар».
Жанровый стиль в творчестве художницы сыграл заметную роль в развитии искусства советской Гжели.
В 1960—1972 годах — главная художница завода «Художественная керамика».
В этот период создано большое количество произведений самого разнообразного плана. С одинаковым мастерством изготовлены «производственные вещи», ориентированные на массовый выпуск, и выставочные произведения, демонстрирующие широту творческих возможностей.
Именно её серия мелких скульптур высотой 1,5—2 см «Лошадь с жеребёнком», «Свинья с поросятами», «Ежи» заменила широко выпускавшиеся в то время натуралистические кукольные головки.
На многих выставках демонстрировалось её монументальное произведение «Свинарка», воплощающее идею труда и мира на земле.
С 1972 года — ведущая художница объединения «Гжель».
Изделия художницы определяли «лицо» Гжели, становились для мастеров промысла стимулом к их собственной творческой деятельности. Работала на фабрике 48 лет, до 2002 года и создала 670 работ. Участвовала в 63 выставках, её работы хранятся в 34 музеях и частных коллекциях.
Основательница династии художниц-керамисток, работающих в гжельском стиле. Её дело продолжили дочь Любовь Семёновна Донченко (1942—1990) и внучка Софья Александровна Овсянникова (р. 1974).
Член Союза художников СССР с 1958 года.
Людмила Павловна Азарова скончалась 8 марта 2010 года. Похоронена на Николо-Архангельском кладбище.

## Награды и звания
- Заслуженный художник РСФСР (1970)
- Народный художник РСФСР (1981)
- Народный художник СССР (1991) — последнее присвоение этого звания
- Государственная премия РСФСР имени И. Е. Репина (1978) — за создание высокохудожественных керамических изделий
- Медаль «За победу над Германией в Великой Отечественной войне 1941—1945 гг.» (1945)
- Золотая медаль на Международной ярмарке в Загребе (Югославия) (1978) — за изделие «Самовар»

## Галерея
- Квасник 1959 г.
- Скульптура «Чаепитие». Фарфор. Гжель. 1966 г.
- Квасник. Фарфор. Гжель. 1969 г.